# NGC 479
NGC 479 est une galaxie spirale barrée située dans la constellation des Poissons. NGC 479 a été découverte par l'astronome allemand Albert Marth en 1864.

## Caractéristiques
Sa vitesse par rapport au fond diffus cosmologique est de 4 921 ± 22 km/s, ce qui correspond à une distance de Hubble de 72,6 ± 5,1 Mpc (∼237 millions d'al).